# Меню

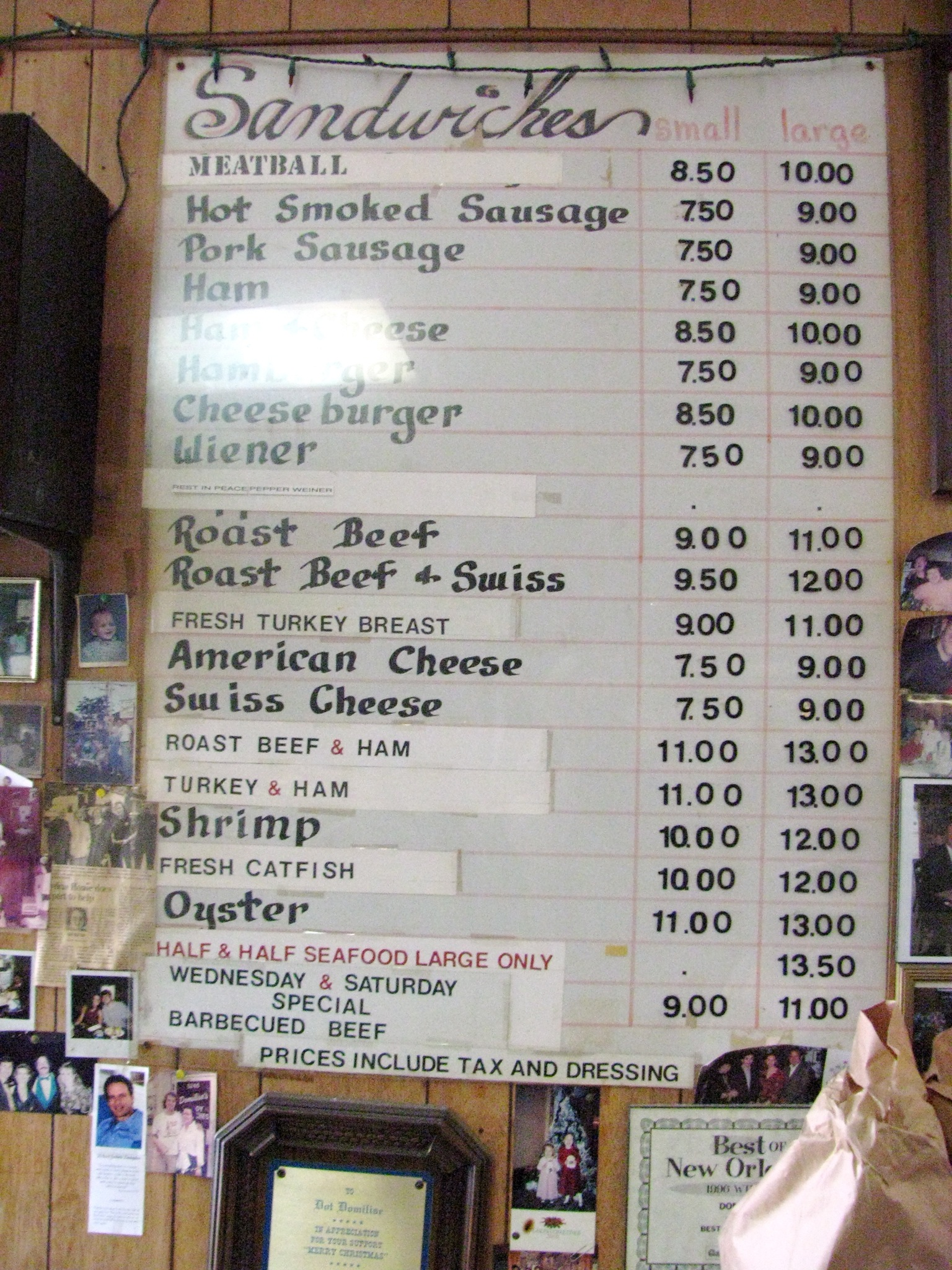

Меню (лат. menu) (стравопис)— перелік страв та напоїв, що подаються в кафе, ресторані або барі. У ресторані, меню являє собою презентацію пропонованих страв та напоїв.

## Типи меню
Існує кілька типів меню:
- Меню A La Carte: найпоширеніший тип; гість формує своє замовлення з тих страв, які пропонуються в повному меню. Для кожної страви в меню зазначена ціна, і гості можуть вибирати на свій розсуд;
- Меню Table D'Hôte: Гість вибирає по одній страві з кожної представленої в меню категорії («Закуски», «Салати», «Супи», «Гарячі страви», «Десерти» тощо). При цьому вартість замовлення єдина, фіксована і не залежить від вибору гостя.
- Меню Prix Fixe: Гостю пропонується конкретний набір за встановленою ціною, зазвичай без можливості вибору.
- Дегустаційне меню: маленькі порції різних страв за вибором шеф-кухаря, часто подаються з винами, які з ними смакують, і є доповненням до основного обіду, що складається з кількох страв.

## Призначення й принципи складання меню
Для кожного класу ресторану, кафе, бару встановлюється асортиментний мінімум - певна кількість страв та напоїв, які щодня повинні бути в продажу.
Відповідно до асортиментного мінімуму в ресторанах встановлюють меню. Слово 'меню' походить з французької мови й означає список страв та напоїв на сніданок, обід і вечерю, а також раціони (триразового харчування), складені для обслуговування нарад, симпозіумів тощо. Друге визначення 'меню' - це бланк, карта, аркуш паперу, де друкується або пишеться назва страв.
Меню можна також назвати й візитною карткою ресторану, тому при його складанні необхідно урізноманітити використовувану сировину й продукти для приготування широкого вибору кулінарних виробів та напоїв із застосуванням різних способів кулінарної обробки й здійснювати чергування за днями тижня.
Тому в меню включають різні овочеві, м'ясні, рибні страви, закуски, приготовлені в відварному, смаженому, тушкованому й запеченому виді. Обов'язково повинні враховуватися при складанні меню сезонність і температура повітря.
Необхідно правильне чергування страв за днями тижня, одну й ту ж обідню страву не слід включати в меню щодня.
У літню пору в меню включаються холодні супи, супи зі свіжих ягід та фруктів.
Страви, включені в меню, повинні бути в продажі протягом усього робочого дня підприємства.
Особливу увагу при складанні меню слід приділяти правильній комбінації гарніру й соусів з основними продуктами: картопля відварна - до судака по-польському, картопля смажена - до бефстроганів, до кольорової відварної капусти - соус цукровий тощо.
При складанні меню враховуються смакові якості їжі, зовнішнє оформлення страв.
Слід також мати на увазі, що в стравах повинна досягатися смакова гармонія за рахунок правильно підібраних компонентів один з одним. Наприклад, журавлина з дичиною, яблука зі свининою, помідори з телятиною, лимон з рибою.
У меню всі закуски й страви розташовують у певному порядку: від менш гострих до більш гострих, від припущенних до відварних, смажених та тушкованих.

## Порядок страв у меню
Зазвичай страви у меню розміщують у такому порядку:
- 1. Холодні страви та закуски

1.1. Рибні із гастрономічних продуктів
1.2. Рибні власного приготування
1.3. Із нерибних продуктів моря
1.4. Овочі натуральні
1.5. Салати
1.5.1. Рибні
1.5.2. М'ясні
1.5.3. Овочеві
1.6. М'ясні з гастрономічних продуктів
1.7. М'ясні власного приготування
1.8. Із птиці (гастрономія, консерви)
1.9. Із птиці власного приготування
1.10. Із субпродуктів (гастрономія, консерви)
1.11. Із субпродуктів власного приготування
1.12. З овочів (консерви)
1.13. З овочів власного приготування
1.14. Грибні
1.15. Із яєць
1.16. Сири
1.17. Масло вершкове
1.18. Із кисломолочних продуктів
- 2. Гарячі закуски

2.1. Рибні
2.2. М'ясні
2.3. Із птиці
2.4. Із субпродуктів
2.5. Овочеві, грибні
2.6. Яєчні
- 3. Перші страви

3.1. Прозорі
3.2. Заправлені
3.2.1. Рибні
3.2.2. М'ясні
3.2.3. Овочеві
3.3. Пюреподібні
3.4. Молочні
3.5. Холодні
3.6. Солодкі
- 4. Другі страви

4.1. Рибні (відварені, припущені, смажені, тушковані, запечені)
4.2. М'ясні (відварені, припущені, смажені тушковані, запечені)
4.3. Із птиці (відварені, припущені, смажені, продукти тушковані, запечені)
4.4. Із субпродуктів
4.5. Овочеві
4.6. Борошняні
4.7. Круп'яні
4.8. Яєчні
4.9. Із сиру селянського
- 5. Солодкі страви вироби

5.1. Гарячі (пудинг, суфле, каша гуріївська)
5.2. Желе, муси
5.3. Компоти
5.3. Киселі
5.4. Креми, збиті вершки
5.5. Морозиво
5.6. Плоди та ягоди свіжі
- 6. Напої

6.1. Чай
6.2. Кава
6.3. Какао, шоколад
6.4. Молоко та кисломолочні
6.5. Холодні напої та соки
- 7. Гарніри

7.1. Овочеві
7.2. Круп'яні
7.3. Із макаронних виробів
- 8. Кондитерські та хлібобулочні

8.1. Булочки
8.2. Пиріжки
8.3. Тістечка
8.4. Пісочні
8.5. Заварні
8.6. Листові
8.7. Кекси
Одним з розділів меню може бути перелік алкогольних напоїв (карта вин).